# هاياتو نوكي
هاياتو نوكي (باليابانية: 温井 駿斗) (14 نوفمبر 1996 في أوساكا في اليابان – )؛ هو لاعب كرة قدم ياباني سابق كان يلعب كمدافع.

## وصلات خارجية
- هاياتو نوكي على موقع رابطة كرة القدم اليابانية للمحترفين (اليابانية)
- هاياتو نوكي على موقع قاعدة بيانات كرة القدم.إي يو (الإنجليزية)
- هاياتو نوكي على موقع Soccerway.com (الإنجليزية)
- هاياتو نوكي على موقع عالم كرة القدم.نت (الإنجليزية)
- هاياتو نوكي على موقع كووورة